# 유아라
유아라(柳娥羅, 1992년 9월 26일 ~ )는 대한민국의 배우이다. 걸 그룹 헬로비너스의 전 리더와 메인보컬이었다.
취미와 특기는 음악듣기와 영화, 드라마 보기이다. 인형과 이어폰을 수집하는 것을 좋아한다.

## 학력
- 서울실용음악학교
- 서울예술대학교 실용음악학과

## 활동

### 드라마
- 2012년 MBC 월화시트콤 《엄마가 뭐길래》 ... 유아라 역
- 2014년 MBC 주말 특별기획 《황금 무지개》 ... 영원의 여비서 역
- 2015년 tvN 금토드라마 《슈퍼대디 열》 ... 수영 국가대표 하나 역
- 2015년 MBC 에브리원 웹 드라마 《연금술사》 ... 유진아 역

### 뮤직비디오
- 2011년 손담비, 애프터스쿨 - Love Letter
- 2012년 5월 9일 헬로비너스 - Venus
- 2012년 12월 12일 헬로비너스 - 오늘 뭐해?
- 2013년 5월 2일 헬로비너스 - 차마실래?
- 2013년 9월 2일 헬로비너스 - 어디있다 이제와
- 2014년 3월 24일 배치기 - 뜨래요
- 2015년 2월 17일 케이머치(K-much) - 12월 24일
- 2015년 3월 6일 케이머치(K-much) - 어항속 물고기

### 방송
- 2012년 : MBC 뮤직 《비너스의 탄생》
- 2013년 : SBS MTV 《다이어리 시즌3 - 헬로비너스》
- 2013년 : KBS 조이 《헬로뷰티스쿨》
- 2013년 ~ 2014년 : tvN 《퍼펙트 싱어》 10회, 23회

### 뮤지컬
- 2015년 : 《해를 품은 달》 ... 연우 역 (일본)